# Stéphane Peyron
Pour les articles homonymes, voir Peyron.
Stéphane Peyron, né le 1er décembre 1960 à La Baule-Escoublac, est un navigateur et documentariste français. 

## Biographie
Il a un père capitaine de la marine marchande (il fut notamment capitaine au long cours de superpétrolier de la Shell) qui transmet son amour de la mer à ses cinq enfants, trois garçons et deux filles. Il est le neveu du navigateur Jean-Yves Terlain ainsi que le frère des navigateurs Bruno et Loïck Peyron.
Avec ses deux frères, il est lauréat du Prix Henri Deutsch de la Meurthe de l'Académie des sports en 1987, récompensant un fait sportif pouvant entraîner un progrès matériel, scientifique ou moral pour l’humanité.

## Activités
- 1975-1983, début de ses compétitions de planche à voile avec plusieurs championnats du monde à son actif.
- 1986, traversée de l'Atlantique Dakar/La Guadeloupe en planche à voile tandem habitable avec Alain Pichavant.
- 1987, traversée de l'Atlantique Nord en planche à voile habitable en solitaire, une première.
- 1988, expéditions dans l'Antarctique et au pôle Nord.
- 1991, production, sur La 5, d'une émission de découverte baptisée Kargo.
- 1992-2001, producteur animateur de la série documentaire « Dans la Nature avec Stéphane Peyron » Canal+ 38 épisodes × 52 minutes pour 40 expéditions dans le monde : Amazonie, Sibérie, Mongolie, Indonésie, Éthiopie, Antarctique, etc.[3] ; réalisateur du film documentaires « L'étoile des Steppes » ;  présentateur de la chronique nature de l'émission « Nulle par Ailleurs » (Canal+).
- 2011-2012, producteur animateur de la série documentaire « Dans la Nature avec Stéphane Peyron : Le Voyage à l'envers » Canal+.